# Marta Kubišová
Marta Kubišová (* 1. listopadu 1942 České Budějovice) je česká zpěvačka, herečka a moderátorka, několikanásobná vítězka ankety Zlatý slavík, členka skupiny Golden Kids a signatářka Charty 77. V souvislosti s ukončením své pěvecké kariéry obdržela v roce 2017 Českého slavíka pro výjimečnou osobnost české hudby. V roce 2024 vstoupila do Síně slávy Českého slavíka. Celkem za svoji kariéru obdržela 8 slavíků.

## Život

### Do roku 1969
Narodila se 1. listopadu 1942 v Českých Budějovicích. Otec MUDr. Jan Kubiš (1912–1969) pracoval jako lékař – internista, matka Marta (1919–2003) byla nejdříve hlavně v domácnosti (později například prodávala gramofonové desky v Celetné ulici v Praze). V roce 1952 se rodina přestěhovala do Poděbrad, kde otec získal místo primáře v místní nemocnici. Protože se po absolvování gymnázia nedostala kvůli svému rodinnému původu (otec býval dříve v kontaktu se skupinou bratří Mašínů, a v prosinci 1959 byl na tři měsíce zatčen pro údajnou sabotáž) na vysokou školu, nastoupila Kubišová do zaměstnání v Poděbradských sklárnách (sklárny Bohemia). Rodiče se počátkem 60. let rozvedli.
Ke zpívání se dostala šťastnou náhodou, kdy ji při zpěvu u klavíru slyšel místní muzikant a objevil v ní talent. Na klavír se učila hrát jedenáct let, ale moc ji to nebavilo. Svou pěveckou kariéru začínala s taneční kapelou, kterou sestavili muzikanti z lázeňského promenádního orchestru Poděbrady. V roce 1961 se dostala až do finále soutěže „Hledáme nové zpěváky“. Později zpívala také s orchestrem pana Sedlatého v Nymburku při odpoledních čajích. V roce 1962 vyhrála konkurz do Stop divadla v Pardubicích, kde se seznámila s Bohuslavem Ondráčkem. V roce 1963 oba přešli do plzeňského Divadla Alfa (inscenace Ukradený měsíc od Ludvíka Aškenazyho, Černej sen a další).
V září 1964 se dostala díky Janu Schneiderovi do pražského divadla Rokoko, kde mělo na podzim premiéru pásmo Jana Schneidera Chan & Son. Začala se také objevovat i v televizi v pořadu Vysílá studio A. Její spolupráce s Václavem Neckářem a Helenou Vondráčkovou začala na podzim 1965, kdy připravovali představení Čekání na slávu. Nazpívala původně francouzskou píseň „Loudá se půlměsíc“, která se pak stala jejím prvním hitem.
V roce 1966 získala s Helenou Vondráčkovou stříbrnou Bratislavskou lyru za píseň „Oh, baby, baby“ od Bohuslava Ondráčka a Jana Schneidera. Zahrála si také ve filmu svého budoucího manžela Jana Němce, Mučedníci lásky. V roce 1966 vyhrála poprvé Zlatého slavíka. Přispěly k tomu i písně „Depeše“ od Karla Svobody či „Nepiš dál“ od Karla Gotta, Ladislava Štaidla a Rostislava Černého.
V roce 1967 získala za duet s Waldemarem Matuškou „Nech tu lásku spát“ bronzovou Bratislavskou lyru. V divadle Rokoko pak účinkovala s Václavem Neckářem a Helenou Vondráčkovou v pořadu Listy důvěrné a hře Leonarde, tys nám dal s Karlem Štědrým. Od roku 1967 pravidelně účinkovala v hudebním televizním seriálu Píseň pro Rudolfa III. V anketě Zlatý slavík 67 skončila třetí.

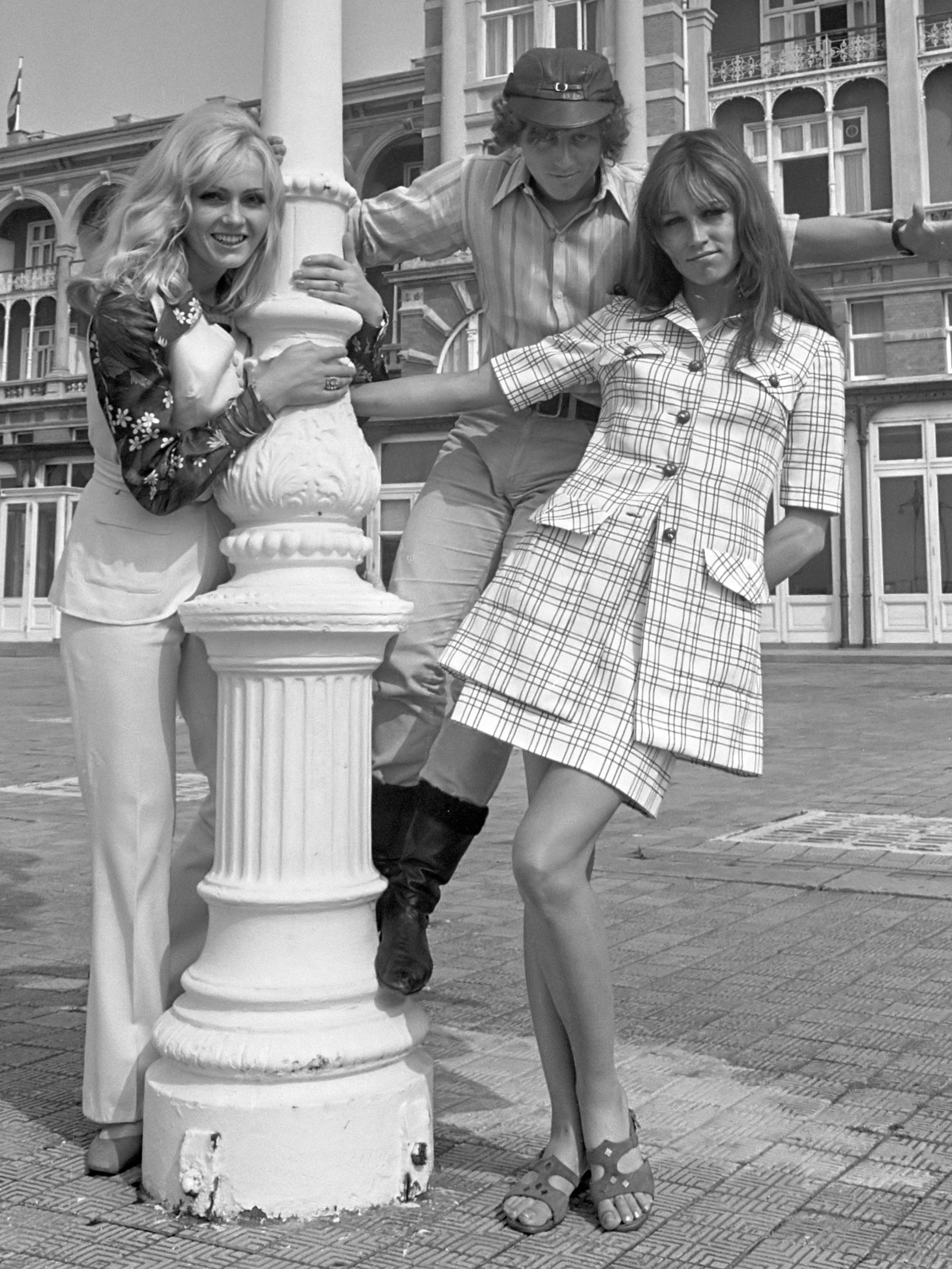
Golden Kids v roce 1969. Zleva Vondráčková, Neckář, Kubišová

Začátkem roku 1968 natočila s Janem Němcem svůj první televizní recitál Náhrdelník melancholie. Hned v lednu odjela do Cannes na soutěž MIDEM, kde zpívala samostatně písně „Tajuplnej hráč“ a „Lampa“ a pak i další na galavečeru společně s Helenou Vondráčkovou a Václavem Neckářem. Hrála v inscenaci Rokoka Filosofská historie, ze které pochází píseň „Máj“ na motivy stejnojmenné básně od Karla Hynka Máchy. V dubnu odjela s Vondráčkovou a Neckářem na pozvání Bruna Coquatrixe vystupovat do pařížské Olympie. V červnu vyhrála Bratislavskou lyru za píseň „Cesta“ autorů Jindřicha Brabce a Petra Rady. Její píseň „Modlitba pro Martu“ (původně součást seriálu Píseň pro Rudolfa III.) se stala po okupaci vojsky Varšavské smlouvy v srpnu 1968 symbolem národního odporu. Dne 1. listopadu téhož roku vzniklo trio Golden Kids (Marta Kubišová, Václav Neckář, Helena Vondráčková). Jejich producentem se stal Bohuslav Ondráček a každý z členů tria měl také vlastní fanklub. Tři písně Kubišové, „Cesta“, „Lampa“ a „Máj“, se staly podle kritiků, nejlepšími za rok 1968. Pěvecky se podílela na filmu Juraje Herze Kulhavý ďábel.
V lednu 1969 Golden Kids vystoupili opět na MIDEM v Cannes a v únoru Marta Kubišová získala svého druhého Zlatého slavíka (za rok 1968). V létě pak vyšla její debutové sólové album Songy a balady a na podzim album tria Golden Kids Micro-Magic-Circus. V červnu vystoupila na festivalu Bratislavská lyra v nesoutěžní části – galakoncertu. S Janem Němcem natočila svůj druhý televizní recitál Proudy lásku odnesou, který hudebně vycházel z desky Songy a balady. S písní „Atlantis“ Jindřicha Brabce a Jiřiny Fikejzové, získala v srpnu na festivalu ve Splitu bronz. Na podzim toho roku se vdala za režiséra Jana Němce. Natočila také titulní píseň „Sněžný muž“ k filmu Vražda Ing. Čerta.

### Období 1970–1987
Začátkem roku 1970 opět vyhrála Zlatého slavíka (za rok 1969), ale cenu už směla převzít pouze v ústraní redakce časopisu Mladý svět. Podle scénáře Jaroslava Dietla a pod taktovkou režiséra Jaromíra Vašty byl v koprodukci s německou televizí SWF dokončen film Revue pro následníka trůnu. Byl pro něj znovu natočen hit „Oh, baby, baby“ (spolu s Knutem Kiesewetterem a Gitte Haenning). Kubišová ve snímku zpívá například „Ring-o-ding“. Golden Kids 6. ledna vystoupili s novým programem Music Box No.2 před vyprodanou Lucernou. Poslední jejich vystoupení se potom konalo 27. ledna 1970 v Ostravě.
Od února 1970 měla Marta Kubišová zakázané vystupování, ale ve studiu Supraphonu ještě mohla natočit několik písní. Mezi poslední nahrávky patří „V století dvacátém devátém“, „Kde máš svůj dům“ a „Hare Krišna“. Poslední dvě zmíněné byly dokončeny 30. června 1970. Záminkou k jejímu zákazu se staly údajné pornografické snímky z jara 1969 (tři fotomontáže). Později sice žalobu u soudu na ředitele Pragokoncertu Hrabala, který měl za účelovou pomluvou stát, vyhrála, ale mezitím už měla vypovězené všechny smlouvy. I přes to získala v anketě Zlatý slavík 1970 mezi zpěvačkami nejvíc hlasů. Protože byla pro komunistický režim nepohodlnou osobou, musely být výsledky ankety zfalšovány, podle nichž se sloučením kategorií stal jediným vítězem režimu konformní Karel Gott. Cenu tak obdržela dodatečně na koncertu v Lucerně během června 1990 z rukou Luboše Beniaka, šéfredaktora pořadatele soutěže Mladý svět.
V dalších letech působila v občanských zaměstnáních, jeden čas lepila sáčky na hračky. Na obnovu své umělecké činnosti si musela počkat do roku 1989, kdy komunistický režim padl. Do té doby mohla zpívat pouze na undergroundových akcích pro pozvané účastníky. Ve druhé polovině 80. let se údajně měla stát zpěvačkou skupiny The Plastic People of the Universe, ale toto angažmá měla překazit Státní bezpečnost (StB).
V roce 1971 v osmém měsíci těhotenství potratila a při operaci prožila klinickou smrt. Do roku 1974 žila jako nezaměstnaná na chalupě na Slapech. V roce 1975 se přestěhovala do obce Pohled, kde žila až do roku 1986. Po manželově emigraci do USA a následném rozvodu se vdala podruhé, za režiséra Jana Moravce. Podpisem Charty 77 se její stíhání a sledování StB ještě stupňovalo, v letech 1977 a 1978 působila i jako mluvčí Charty 77. V roce 1978 nahrála několik lidových písní a „Modlitbu“ s Jaroslavem Hutkou, které byly vydány na albu ve Švédsku. Dne 1. června 1979 se jí narodila dcera Kateřina.

### Období 1988–1990
V osmdesátých letech pracovala jako referentka zásobování Výstavby sídlišť v Praze. Dne 10. prosince 1988 vystoupila po dlouhé době na veřejnosti na režimem povolené demonstraci při příležitosti 40. výročí vyhlášení Všeobecné deklarace lidských práv, kde zazpívala československou hymnu. Dne 21. listopadu 1989, v době sametové revoluce, zpívala z balkonu budovy Melantrichu na Václavském náměstí „Modlitbu pro Martu“ a také československou hymnu. I v dalších dnech vystupovala na manifestacích na Václavském náměstí i na Letné.
Poté následovala reedice alba Songy a balady a už v roce 1990 studiové nahrávky a samostatná vystoupení, včetně koncertu „Marta v Lucerně“ (1. června), kde jí byl dodatečně předán Zlatý slavík za rok 1970. Hudební doprovod obstarala skupina Energit Luboše Andršta. Následovala řada koncertů s touto skupinou i zájezdy třeba do Japonska, Paříže a Berlína.
Po sametové revoluci se krátce angažovala i politicky. Ve volbách roku 1990 zasedla do české části Sněmovny národů Federálního shromáždění (volební obvod Západočeský kraj) za Občanské fórum, ale již v červnu 1990 na mandát rezignovala a fakticky jej nevykonávala.

### Období 1991–2001
Od roku 1991 spolumoderuje televizní Adventní koncerty a od roku 1992 v České televizi také pořad Chcete mě?. V roce 1994 se jako členka Golden Kids společně s Helenou Vondráčkovou a Václavem Neckářem vrátila ve společném vystoupení Comeback. Tento koncert si zopakovali ještě v roce 1995.
Dne 28. října 1995 obdržela od prezidenta Václava Havla státní vyznamenání Medaili Za zásluhy II. stupně. V roce 1995 vydal Adam Georgiev její biografickou knihu Chytat slunce.
V roce 1997 nazpívala titulní píseň do televizního seriálu Zdivočelá země.
Dne 7. března 1998 v Míčovně Pražského hradu jí byla udělena Čestná medaile T. G. Masaryka za věrnost jeho odkazu.

### Období 2002–2017

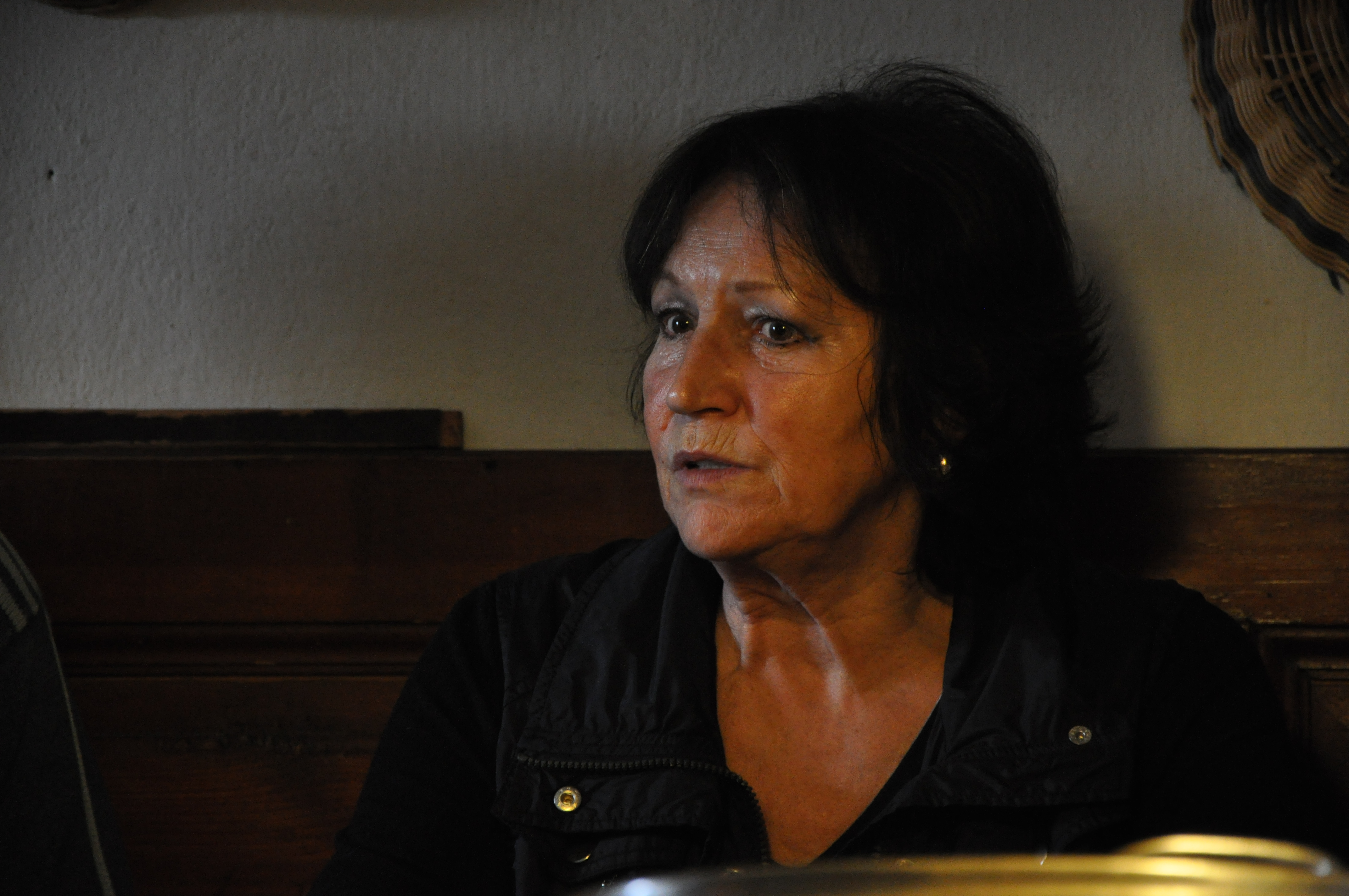
Marta Kubišová (říjen 2009)

V říjnu 2002 převzala na Pražském hradě Svatováclavské vyznamenání. O tři roky později vyšla její druhá biografická kniha Asi to tak sám Bůh chtěl od Luboše Nečase.
Již několik let bylo její domovskou scénou pražské Divadlo Ungelt, kde pravidelně připravovala své recitály. Zde účinkovala také v komorním muzikálu Líp se loučí v neděli od Andrewa Lloyda Webbera a její výkon byl oceněn cenou Thálie za rok 2002. Poslední recitál v Ungeltu se jmenoval S nebývalou ochotou… a premiéru měl v dubnu 2010. Poprvé byla na scéně i kapela (buď Petra Maláska nebo Karla Štolby).
V roce 2005 vyšlo novinkové album Vítej, lásko, které kompletně texty opatřil Jan Schneider. V roce 2008 Supraphon vydal její první DVD Příběh. V roce 2010 vyšlo díky Supraphonu také reprezentativní výběrové 3CD – Vyznání (Zlatá kolekce).
V roce 2012 převzala od francouzského velvyslance v Praze za „vynikající přispění k politické svobodě“ Řád čestné legie. 12. 10. 2012 vyšel komplet 6CD s názvem Zlatá šedesátá.

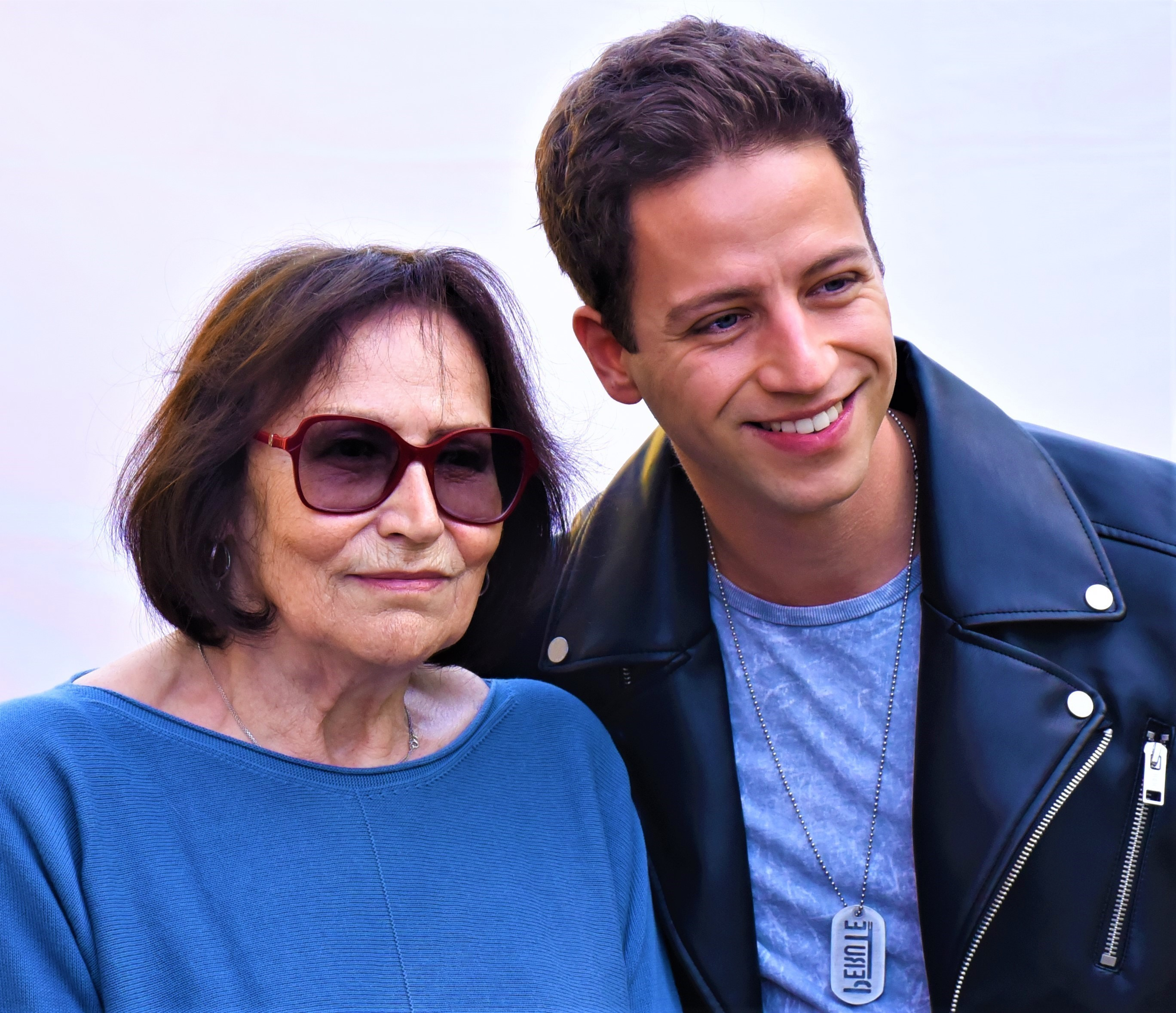
Marta Kubišová a Milan Peroutka (Helppes – Superden 2019, Praha)

19. června 2013 měl na Letní scéně Divadla Ungelt premiéru komorní muzikál Touha jménem Einodis o osudech baronky Sidonie Nádherné, ve kterém účinkovaly v titulních úlohách Marta Kubišová a Aneta Langerová.
17. července 2014 měl v kinech premiéru celovečerní film režisérky Olgy Sommerové Magický hlas rebelky, který vypráví životní příběh legendy české populární hudby Marty Kubišové. Soundtrack z tohoto filmu vydal Supraphon.
7. října 2016 vydal Supraphon poslední studiové album s názvem Soul, které obsahuje výhradně zahraniční skladby – z části takové, které si Marta Kubišová chtěla zazpívat ještě během první kariéry, ale nedošlo na ně, doplněné o další písně, které zpěvačku v poslední době zaujaly. Produkce alba se ujal Petr Malásek, jediným pěveckým hostem alba je Matěj Ruppert.
V roce 2017 absolvovala turné „Marta naposledy“, kterým se chtěla rozloučit s pěveckou kariérou v několika městech po České a Slovenské republice. Dne 27. října 2017 odehrála předposlední koncert v pražské Lucerně, kam si jako hosty pozvala Lucii Bílou, Václava Neckáře, Anetu Langerovou, Jitku Zelenkovou, Jiřího Vondráčka a Karla Gotta. Poté 1. listopadu 2017 odehrála v Kulturním domě Vltava v Českých Budějovicích svůj poslední oficiální koncert.

### Období 2018–dosud

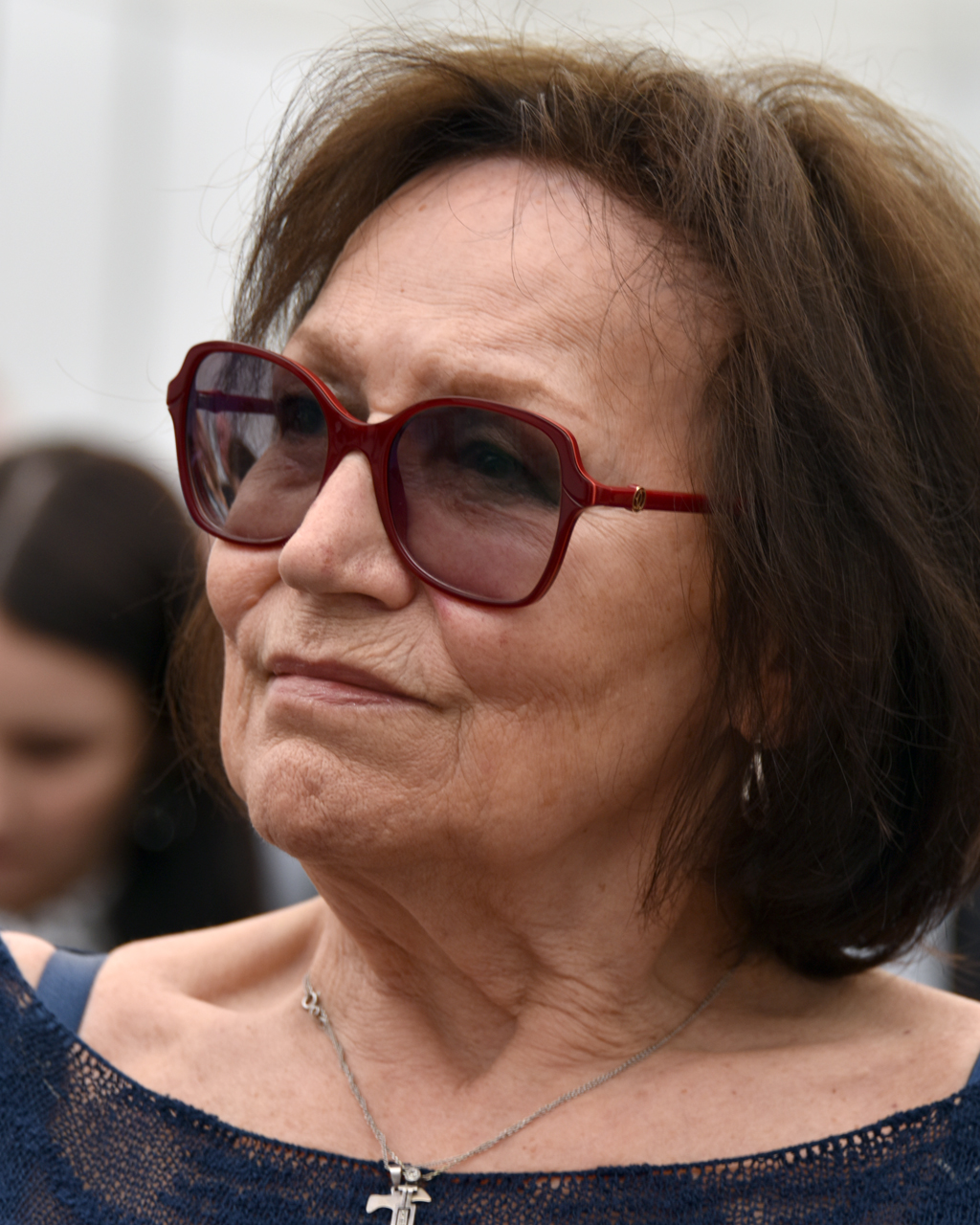
Marta Kubišová v roce 2019

V dalších letech se na pódiích objevovala výjimečně jako host. Zazpívala 30. září 2018 v pražském Obecním domě; šlo o vystoupení v rámci koncertu Příběh hudby – 100 let. S doprovodným orchestrem se jej zúčastnili i Dagmar Pecková, David Koller, Vojtěch Dyk, Aneta Langerová a Richard Müller. V roce 2019 hostovala Karlu Gottovi na jeho posledních dvou koncertech, 24. ledna v Košicích a 9. března v Brně. Dne 16. listopadu 2019 zazpívala v pražské Lucerně na koncertu „Sametová 30“ společně s Honzou Křížkem a Vojtěchem Dykem.
Písničku „Andělé strážní“ nazpívala na konci roku 2021 společně s Václavem Neckářem, Marii Rottrovou, Terezou Maškovou a dalšími pro dobrou věc s neziskovou organizací Člověk v tísni. Museum Kampa uvedlo v roce 2022 divadelní recitál k 80. narozeninám Marty Kubišové, který byl na program zařazen i v letech 2023, 2024 a 2025. Přímý přenos z recitálu byl živě odvysílán 2. září 2024 na stanici ČT art.
K jubileu 80. narozenin Kubišové byly na září a říjen 2022 oznámeny čtyři koncerty (Praha, Nymburk, České Budějovice a Kladno) s názvem Noc s legendou, na kterých zpěvačka vystoupila s hosty. Díky mimořádnému zájmu Marta Kubišová přidala ještě dvě zastávky, a to Příbram a Strakonice.
Dne 3. listopadu 2022 uvedl Český rozhlas Dvojka v pražské Lucerně Koncert pro Martu k jejímu jubileu. Kromě zpěvačky, která zazpívala „Modlitbu pro Martu“ a „Hey Jude“, vystoupili umělci interpretující její repertoár: Aneta Langerová, Vojtěch Dyk, Jana Kirschner, Jan Neckář, Kateřina Marie Tichá, Jelen, Hana Holišová a Berenika Kohoutová nebo David Koller za doprovodu Petra Maláska, členů Symfonického orchestru Českého rozhlasu, rozhlasového dětského sboru a dalších muzikantů a gratulantů. Koncert uváděl Václav Kopta.
Dne 3. listopadu 2022 byla uvedena do Síně slávy Českého rozhlasu. Dne 28. října 2023 ji prezident republiky Petr Pavel vyznamenal Řádem Tomáše G. Masaryka první třídy. Při příležitosti jejích 81. narozenin se v pražské Lucerně uskutečnila v závěru října 2023 akce Noc s legendou, poté ještě 17. listopadu téhož roku proběhla druhá Noc s legendou. Dne 23. října 2023 v Pražském Divadle Hybernia vystoupila na narozeninovém galakoncertu Václava Neckáře, který slavil 80. narozeniny. Společně zazpívali dvě písničky. Václava Neckáře pak v listopadu téhož roku uvedla do Síně slávy na Českém slavíku. Na pódiu se postupně vystřídalo celé uskupení bývalé skupiny Golden Kids.
Na rok 2024 si připravila poslední turné Noc s legendou Martou Kubišovou, zavítala do Prahy, Kolína, Mělníka a dalších měst.
V roce 2024 vstoupila do Síně slávy Českého slavíka, kde sklidila ovace ve stoje. Celkem získala za svou kariéru 8 slavíků. (1966 – 1970, 1997, 2017, 2024).
Na rok 2025 se připravují tři velké akce, první oznámená byla 22.4.2025 v Praze. Noc s legendou Marta Kubišová, Eva Holubová, Ivan Janžurová DÁMY, KTERÉ PSALY HISTORII. Noc s legendou, která tu ještě nebyla. Tři dámy na jednom pódiu. Tři legendy české scény. Tři kamarádky. Každá má svůj příběh, který v rámci exkluzivní Noci s legendou budou po boku moderátora vyprávět i Vám.
Další akcí je návrat na pódium. Přesně 55 let poté, co jí komunisté zakázali vystupovat, se Marta Kubišová vrací na pódium. V sobotu 20. září 2025 vystoupí v pražské Lucerně během večera, který má připomenout nejen tento zákaz, ale i její hudební a společenský odkaz, během večera vystoupí i několik hostů jako například Vojta Dyk, Jitka Boho, Berenika Kohoutová, Hana Holišová, Alžběta Ferencová.

## Podpora lidských práv v Číně

### Koncert v Senátu PČR 2012

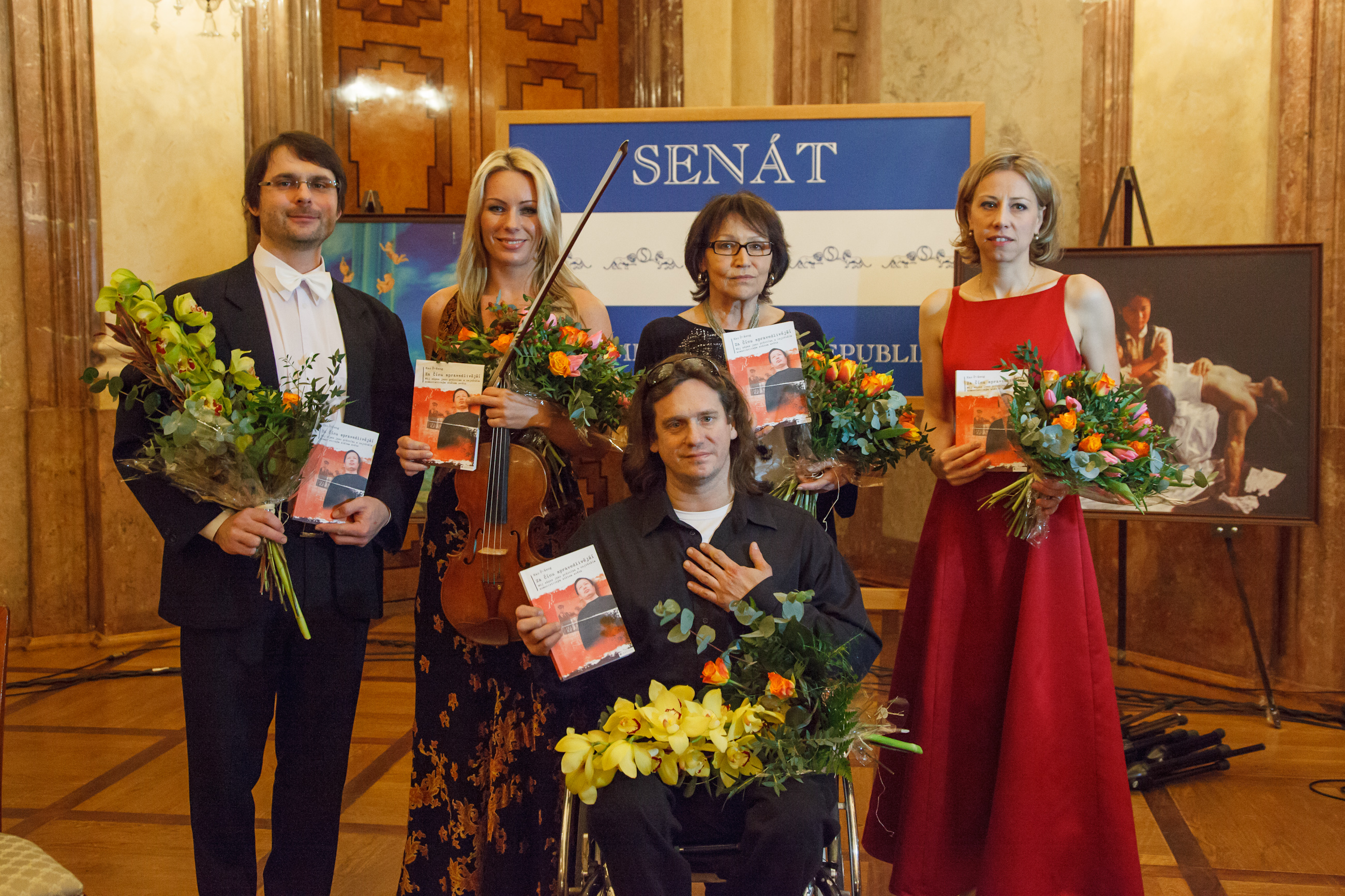
Účinkující na koncertě za vězněného čínského právníka Kao Č'-šenga (zleva klavírista Štěpán Kos, violistka Jitka Hosprová, herec Jan Potměšil, Marta Kubišová, politička Kateřina Jacques)

27. ledna 2012 vystoupila Jitka Hosprová společně s Martou Kubišovou a hercem Janem Potměšilem na dobročinném koncertu na podporu vězněného čínského advokáta Kao Č'-šenga a pronásledovaných praktikujících Fa-lun-kungu. Koncert proběhl v hlavním sále Senátu PČR pod záštitou místopředsedkyně senátu Aleny Palečkové.

### Koncert „Svědomí nelze koupit“ 2014
V pražském kostele sv. Anny se 6. října 2014 konal koncert na podporu lidí nespravedlivě stíhaných čínským režimem, zejména následovníků Fa-lun-kungu a advokáta Kao Č'-šenga. Na akci nazvané „Svědomí nelze koupit“ vystoupili bez nároku na honorář Marta Kubišová, violistka Jitka Hosprová, herec Jan Potměšil, herec a zpěvák Jan Budař, dámské vokální kvarteto Yellow Sisters, zpěvačka a herečka Olga Lounová a kapela Daniel and the Moravians. Vystoupení pořádalo občanské sdružení Lidská práva bez hranic. Koncert proběhl pod záštitou Nadace Dagmar a Václava Havlových Vize 97. Koncert podpořili Jaroslav Dušek a Monika Šimůnková.

## Filmografie
Hrála a účinkovala také v několika filmech, například Mučedníci lásky (1966, režie Jan Němec) nebo Jak se krade milion (1967) a TV seriálech a filmech (např. Píseň pro Rudolfa III., Náhrdelník melancholie, Proudy lásku odnesou).

## Diskografie
- Songy a balady (1969, 1970, 1989, 1990 – Supraphon; 1996 – Bonton Music), 1. řadové album, 1. LP
- Lampa (1990 – Supraphon) – kompilace archivních nahrávek
- Adventní písně a koledy (1990 – Supraphon) – s Bratry Ebenovými – řadové album
- Někdy si zpívám… (1991 – Supraphon) – řadové album
- Songy a nálady (1993 – Popron music) – řadové album
- Řeka vůní (1995 – Popron Music) – řadové album
- Bůh ví… (1996 – PolyGram) – řadové album
- Singly 1 (1996 – Bonton Music), kompilace studiových nahrávek z let 1963–1967
- Nechte zvony znít (Singly 2) (1997 – Bonton Music), kompilace studiových nahrávek z roku 1967 a dosud nevydané rarity ze soukromého archivu
- Vánoce s Martou Kubišovou (1997 – Multisonic) – řadové album
- Sváteční setkání (1997 – Multisonic) – s Petrem Maláskem, Rudolfem Roklem a Jaroslavem Svěceným – řadové album
- Dejte mi kousek louky (Singly 3) (1998 – Sony Music / Bonton), kompilace studiových nahrávek z let 1967–1968 a nahrávky Čs. rozhlasu Plzeň z let 1963 a 1964 většinou doposud nevydané
- Modlitba (Singly 4) (1999 – Sony Music / Bonton), kompilace singlových nahrávek z roku 1968 a doposud nevydané nahrávky z archivu Čs. televize a Čs. rozhlasu z let 1963–1969
- Marta Kubišová v Ungeltu (1999 – Multisonic) – album remaků
- Síň slávy (1999 – Sony Music / Bonton) – kompilace
- Tajga blues (Singly 5), 2CD (2000 – Sony Music / Bonton), kompilace studiových nahrávek z let 1969–1970; nahrávky pro německý Polydor z let 1968–1969; písně natočené v roce 1978 s Jaroslavem Hutkou (v ČR doposud nevydané)
- Příběh – To nejlepší (22. 3. 2004 – Supraphon) – výběr z archivních snímků; nová nahrávka písně „Řekni, kde ty kytky jsou“ z roku 2000
- Já jsem já – Recitál Marty Kubišové (2004 – divadlo Ungelt) – záznam z koncertu v Divadle Ungelt
- Vítej, lásko (2005 – Supraphon) – řadové album s texty Jana Schneidera a hudbou od původních českých autorů
- In my world (2005) – s Davem „Whitewolfem“ Trezakem – řadové album
- Příběh (DVD, 2008 – Supraphon)
- Ne! The Soul of Marta Kubišová, CD a 2LP (2009 – VampiSoul) – kompilace archivních nahrávek
- Vyznání/Zlatá kolekce, 3CD (2010 – Supraphon) – kompilace nahrávek z období první kariéry (do roku 1970) i druhé kariéry (od roku 1989) z katalogů firem Supraphon, Popron Music, GOJA, PolyGram se třemi novými nahrávkami:

„Vyznání“ – nová skladba autora Karla Štolby s textem Marty Skarlandtové, o které MK prohlásila, že ji měla potkat hned na počátku druhé kariéry, leč přišla až v roce 2010. Jde o jakési vyznání a poděkování za přízeň publika.
„Promiň“ – remake písně Eltona Johna „Sorry seems to be the hardest word“ s textem Lukáše Hrabala.
„Vzkaz“ – duet s Milanem Heinem, který zaznívá v recitálech Divadla Ungelt. Autor hudby Petr Malásek, text: Marta Skarlandtová.
- Zlatá šedesátá, 6CD (12. října 2012 – Supraphon) – kompilace nahrávek z let 1963-1970 (a jedna z roku 1978 jako bonus); album obsahuje i dosud nevydané skladby[33]
- Magický hlas rebelky (Supraphon, vydáno 27. června 2014) – kompilace nahrávek z let 1965-2014, z nichž většina se objevila ve stejnojmenném celovečerním filmu režisérky Olgy Sommerové.[34]

Obsahuje dva duety s Anetou Langerovou, které doposud na CD nebyly vydány:
„Já chci být volná“. Titulní píseň z komorního muzikálu Touha jménem Einodis, uvedeného na Letní scéně Divadla Ungelt.
„Život není pes“. (Hudba Petr Malásek, text Václav Kopta) je žhavou novinkou, která lehce navazuje na jejich spolupráci z roku 2013 při muzikálu Touha jménem Einodis.
- Soul (7. října 2016 – Supraphon) – poslední studiové album; kompletně převzaté skladby s texty Marty Skarlandtové, Václava Kopty a Pavla Vrby
- MARTA (4CD, 2022)

## Ocenění a vyznamenání
- 1995: Medaile Za zásluhy II. stupně – státní vyznamenání ČR – předávajícím byl prezident republiky Václav Havel
- 1998: Čestná medaile T. G. Masaryka – předávajícím byl Emil Ludvík
- 2002: Medaile svatého Václava – předávajícím byl kardinál Miloslav Vlk
- 2012: Řád čestné legie – udělena hodnost Rytíř za „vynikající přispění k politické svobodě“, francouzské státní vyznamenání
- 2015: Dáma české kultury – ocenění a titul Ministerstva kultury ČR (předáno ministrem kultury Danielem Hermanem)[35]
- 2015: Záslužný řád Velkovévodství lucemburského – udělena hodnost Rytíř
- 2017: Medaile za zásluhy města České Budějovice – udělená a předaná primátorem města Jiřím Svobodou[14]
- 2018: Řád Bílého dvojkříže druhé třídy – udělil slovenský prezident Andrej Kiska[36]
- 2021: Kamenná medaile Kraje Vysočina – udělena hejtmanem kraje Vítězslavem Schrekem[37]
- 2022: Uvedení do Síně slávy Českého rozhlasu – uvedena generálním ředitelem Reném Zavoralem[38]
- 2023: Řád Tomáše G. Masaryka první třídy – předávajícím byl prezident republiky Petr Pavel [39]
- 2024: Zlatá medaile Masarykovy univerzity – předávajícím byl Jiří Hanuš[40]
- 2024: Uvedení do Síně slávy Českého slavíka – předávajícím byl Petr Neužil